# 雷孝友
雷孝友（?—?），字季仲，信州（今江西省上饶市宜丰花桥乡）人。南宋大臣，宋宁宗时参知政事。

## 生平
其父雷孚在宋徽宗政和二年中进士，历任上高、宜春知县，官至虔州通判、朝散郎。宋孝宗乾道五年（1169年），雷孝友中进士，担任南剑教授、国子监祭酒。庆元党禁，辞官求去，被朱熹推重。起用为国子监祭酒、御史中丞，弹劾韩侂胄。宋宁宗开禧三年（1207年）韩侂胄被杀，十二月，雷孝友和卫泾自御史中丞转任参知政事，以钱象祖为右丞相，兼枢密院事。吏部尚书林大中签书枢密院事。嘉定元年（1208年），兼知枢密院事。二月，知枢密院事雷孝友罢职。以观文殿学士知福州。死后封唐国公，赠太师，谥文简。

## 家族
- 曾祖：雷新，特贈太子少保
- 曾祖母：毛氏，贈和義郡夫人
- 曾祖母：毛氏，贈感義郡夫人
- 祖：雷就，贈中散大夫、太子少傅
- 祖母：蔡氏，贈永嘉郡夫人
- 父：雷孚，終官左朝散郎、贈通議大夫、太子少師
- 母：廖氏，封碩人、贈齊安郡夫人
- 母：張氏，封碩人、贈信安郡夫人
- 母：胡氏，封令人、贈咸安郡夫人
- 妻：葉氏，封令人、贈清化郡夫人
- 妻：李氏，封令人、高平郡夫人